# 갑작스레 너를 사랑하게 되었어
갑작스럽게 너를 사랑하게 되었어(いきなりあなたに恋している, 이키나리-아나타니 코이 시테이루)는 마쿠라의 2011년 작 성인용 게임이다. 시나리오 총괄은 마쿠라(케로큐) 작품의 대부분의 시나리오를 맡는 스카지가 담당이다. 일러스트는 코리에 리코와 Karory가 나누어 맡는다.

## 스토리
요우로구 츠무구, 오시가세 타네, 유카와 료, 야기시네 에이카와 함께 주인공이 한 집에서 살게 된다. 주인공은 범생이 학생회장으로써 이 이야기를 어떻게 해결해 나갈 것인가?

## 등장인물
- 요우로구 츠무구
- 오시가세 타네
- 유카와 료
- 야기시네 에이카

## 제작진
- 원화 : 코리에 리코, Karory
- 시나리오 : 스카지